# Jody Watley

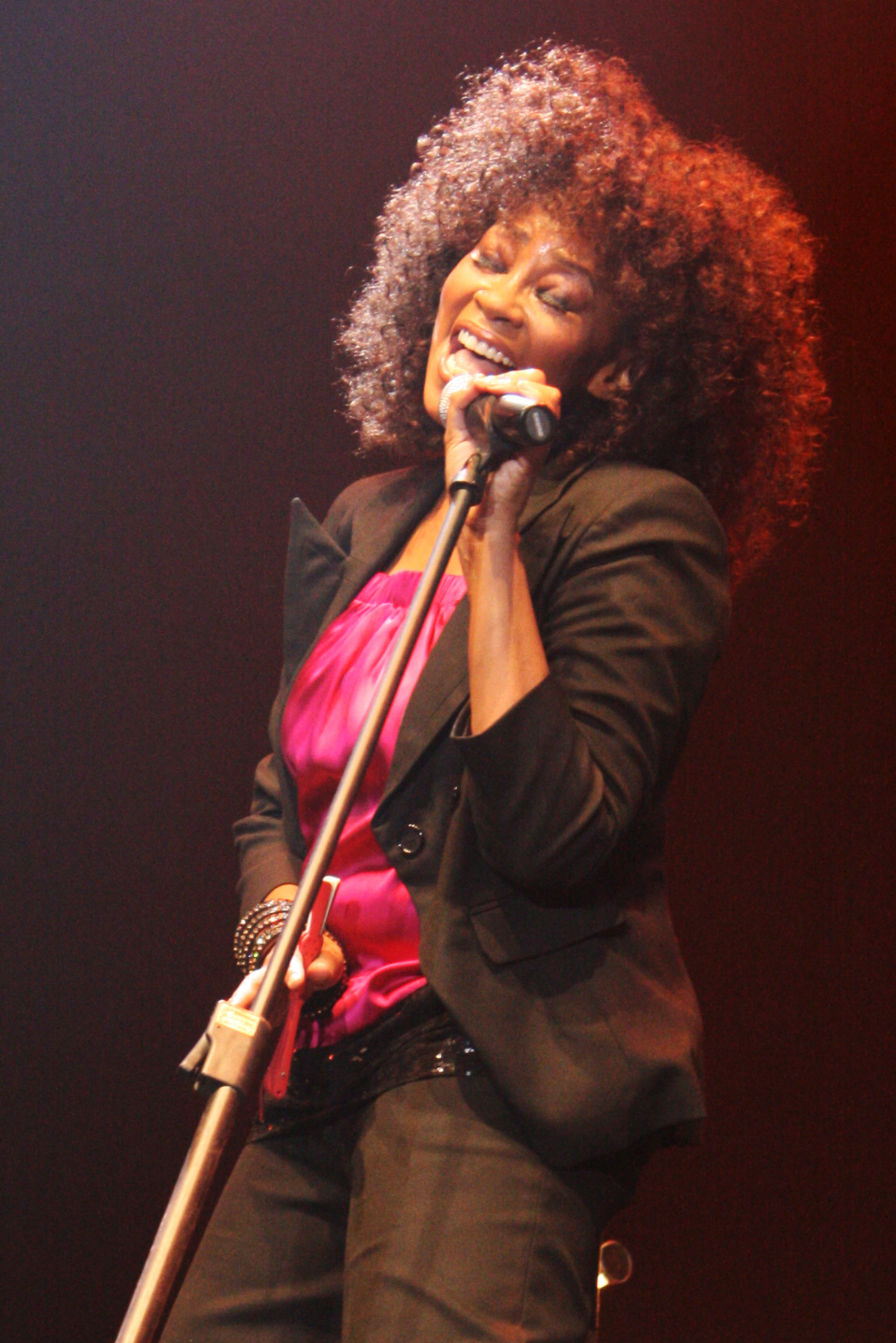
Jody Watley, 2008

Jody Watley (* 30. Januar 1959 in Chicago, Illinois) ist eine amerikanische R&B-Sängerin.

## Leben
Watley ist die erste Afroamerikanerin, die die Rolle der Betty Rizzo in dem Broadway-Musical Grease gespielt hat.
Ihre Karriere begann als Tänzerin in der amerikanischen Fernsehsendung Soul Train. Dort wurde sie von dem Manager Dick Griffey entdeckt, welcher mit ihr und zwei weiteren Soul-Train-Tänzern, Jeffrey Daniel und Gerald Brown, 1977 die Gruppe Shalamar formte, welcher sie bis 1984 angehörte.
Nach dem Ausscheiden aus der Gruppe wandte sie sich einer Solokarriere zu, in welcher sie 1987 mit dem Grammy in der Kategorie Best New Artist ausgezeichnet wurde.
Sie ist die Patentochter des Sängers Jackie Wilson und die Schwester der Pornodarstellerin Midori. 1999 posierte sie für den Playboy. Bis 1995 war Jody Watley mit André Cymone (ehemaliges Mitglied der Erstbesetzung von Prince) verheiratet. Aus der Ehe gingen zwei Töchter (Lauren und Arie) hervor.

## Diskografie

### Alben
| Jahr | Titel                | Höchstplatzierung, Gesamtwochen, AuszeichnungChartplatzierungen (Jahr, Titel, Platzierungen, Wochen, Auszeichnungen, Anmerkungen) | Höchstplatzierung, Gesamtwochen, AuszeichnungChartplatzierungen (Jahr, Titel, Platzierungen, Wochen, Auszeichnungen, Anmerkungen) | Höchstplatzierung, Gesamtwochen, AuszeichnungChartplatzierungen (Jahr, Titel, Platzierungen, Wochen, Auszeichnungen, Anmerkungen) | Höchstplatzierung, Gesamtwochen, AuszeichnungChartplatzierungen (Jahr, Titel, Platzierungen, Wochen, Auszeichnungen, Anmerkungen) | Anmerkungen                            |
| Jahr | Titel                | DE | CH | UK | US | Anmerkungen                            |
| ---- | -------------------- | --- | --- | --- | --- | -------------------------------------- |
| 1987 | Jody Watley          | — | — | UK62 (2 Wo.)UK | US10 Platin · (74 Wo.)US | Erstveröffentlichung: 23. Februar 1987 |
| 1989 | Larger Than Life     | DE63 (10 Wo.)DE | — | UK39 (2 Wo.)UK | US16 Gold · (40 Wo.)US | Erstveröffentlichung: 27. März 1989    |
| 1991 | Affairs of the Heart | — | — | — | US124 (9 Wo.)US | Erstveröffentlichung: 3. Dezember 1991 |
| 1993 | Intimacy             | — | — | — | US164 (2 Wo.)US | Erstveröffentlichung: 9. November 1993 |

Weitere Alben
- 1995: Affection
- 1998: Flower
- 1999: The Saturday Night Experience Vol. 1
- 2001: Midnight Lounge
- 2006: The Makeover

### Remixalben
| Jahr | Titel                    | Höchstplatzierung, Gesamtwochen, AuszeichnungChartplatzierungen (Jahr, Titel, Platzierungen, Wochen, Auszeichnungen, Anmerkungen) | Höchstplatzierung, Gesamtwochen, AuszeichnungChartplatzierungen (Jahr, Titel, Platzierungen, Wochen, Auszeichnungen, Anmerkungen) | Höchstplatzierung, Gesamtwochen, AuszeichnungChartplatzierungen (Jahr, Titel, Platzierungen, Wochen, Auszeichnungen, Anmerkungen) | Höchstplatzierung, Gesamtwochen, AuszeichnungChartplatzierungen (Jahr, Titel, Platzierungen, Wochen, Auszeichnungen, Anmerkungen) | Anmerkungen                            |
| Jahr | Titel                    | DE | CH | UK | US | Anmerkungen                            |
| ---- | ------------------------ | --- | --- | --- | --- | -------------------------------------- |
| 1989 | You Wanna Dance with Me? | — | — | — | US86 (13 Wo.)US | Erstveröffentlichung: 26. Oktober 1989 |

Weitere Remixalben
- 1988: Beginnings
- 1994: Remixes of Love

### Kompilationen
- 1996: Greatest Hits
- 2000: 20th Century Masters – The Millennium Collection: The Best of Jody Watley
- 2007: Super Hits Live (Live-Album)

### Singles
| Jahr | Titel Album                               | Höchstplatzierung, Gesamtwochen, AuszeichnungChartplatzierungen (Jahr, Titel, Album, Platzierungen, Wochen, Auszeichnungen, Anmerkungen) | Höchstplatzierung, Gesamtwochen, AuszeichnungChartplatzierungen (Jahr, Titel, Album, Platzierungen, Wochen, Auszeichnungen, Anmerkungen) | Höchstplatzierung, Gesamtwochen, AuszeichnungChartplatzierungen (Jahr, Titel, Album, Platzierungen, Wochen, Auszeichnungen, Anmerkungen) | Höchstplatzierung, Gesamtwochen, AuszeichnungChartplatzierungen (Jahr, Titel, Album, Platzierungen, Wochen, Auszeichnungen, Anmerkungen) | Anmerkungen                                                |
| Jahr | Titel Album                               | DE | CH | UK | US | Anmerkungen                                                |
| ---- | ----------------------------------------- | --- | --- | --- | --- | ---------------------------------------------------------- |
| 1987 | Looking for a New Love Jody Watley        | DE25 (12 Wo.)DE | CH11 (6 Wo.)CH | UK13 (11 Wo.)UK | US2 (19 Wo.)US | Erstveröffentlichung: 6. Januar 1987                       |
| 1987 | Still a Thrill Jody Watley                | — | — | UK77 (2 Wo.)UK | US56 (7 Wo.)US | Erstveröffentlichung: 27. April 1987                       |
| 1987 | Don’t You Want Me Jody Watley             | — | — | UK55 (4 Wo.)UK | US6 (23 Wo.)US | Erstveröffentlichung: 10. August 1987                      |
| 1988 | Some Kind of Lover Jody Watley            | — | — | UK81 (3 Wo.)UK | US10 (17 Wo.)US | Erstveröffentlichung: 4. Januar 1988                       |
| 1988 | Most of All Jody Watley                   | — | — | — | US60 (11 Wo.)US | Erstveröffentlichung: 18. April 1988                       |
| 1989 | Real Love Larger Than Life                | DE15 (15 Wo.)DE | CH21 (6 Wo.)CH | UK31 (7 Wo.)UK | US2 Gold · (18 Wo.)US | Erstveröffentlichung: 18. März 1989                        |
| 1989 | Friends Larger Than Life                  | DE45 (10 Wo.)DE | CH20 (2 Wo.)CH | UK21 (6 Wo.)UK | US9 (18 Wo.)US | Erstveröffentlichung: 15. April 1989 feat. Eric B. & Rakim |
| 1989 | Everything Larger Than Life               | — | — | UK74 (3 Wo.)UK | US4 (23 Wo.)US | Erstveröffentlichung: 22. August 1989                      |
| 1990 | Precious Love Larger Than Life            | — | — | UK97 (1 Wo.)UK | US87 (3 Wo.)US | Erstveröffentlichung: 27. Februar 1990                     |
| 1991 | I Want You Affairs of the Heart           | — | — | — | US61 (15 Wo.)US | Erstveröffentlichung: 5. November 1991                     |
| 1992 | I’m the One You Need Affairs of the Heart | — | — | UK50 (3 Wo.)UK | US19 (17 Wo.)US | Erstveröffentlichung: 18. Februar 1992                     |
| 1993 | Your Love Keeps Working on Me Intimacy    | — | — | — | US100 (2 Wo.)US | Erstveröffentlichung: 12. Oktober 1993                     |
| 1993 | When a Man Loves a Woman Intimacy         | — | — | UK33 (2 Wo.)UK | — | Erstveröffentlichung: 28. Dezember 1993                    |
| 1998 | Off the Hook Flower                       | — | — | UK51 (1 Wo.)UK | US73 (13 Wo.)US | Erstveröffentlichung: 1997                                 |

Weitere Singles
- 1984: Where the Boys Are
- 1985: Girls Night Out
- 1988: A Night to Remember
- 1989: What’cha Gonna Do for Me
- 1992: It All Begins with You
- 1993: Ecstasy
- 1995: Affection
- 1998: If I’m Not in Love
- 1999: Another Chapter
- 2000: I Love to Love (feat. Roy Ayers)
- 2001: Saturday Night Experience
- 2002: Photographs
- 2003: Whenever
- 2004: The Essence EP
- 2006: Borderline (Remixes)
- 2007: I Want Your Love
- 2008: A Beautiful Life

### Als Gastmusikerin
| Jahr | Titel Album                          | Höchstplatzierung, Gesamtwochen, AuszeichnungChartplatzierungen (Jahr, Titel, Album, Platzierungen, Wochen, Auszeichnungen, Anmerkungen) | Höchstplatzierung, Gesamtwochen, AuszeichnungChartplatzierungen (Jahr, Titel, Album, Platzierungen, Wochen, Auszeichnungen, Anmerkungen) | Höchstplatzierung, Gesamtwochen, AuszeichnungChartplatzierungen (Jahr, Titel, Album, Platzierungen, Wochen, Auszeichnungen, Anmerkungen) | Höchstplatzierung, Gesamtwochen, AuszeichnungChartplatzierungen (Jahr, Titel, Album, Platzierungen, Wochen, Auszeichnungen, Anmerkungen) | Anmerkungen                                                                                   |
| Jahr | Titel Album                          | DE | CH | UK | US | Anmerkungen                                                                                   |
| ---- | ------------------------------------ | --- | --- | --- | --- | --------------------------------------------------------------------------------------------- |
| 1996 | This Is for the Lover in You The Day | — | — | UK12 (5 Wo.)UK | US6 (20 Wo.)US | Erstveröffentlichung: 5. Oktober 1996 Babyface feat. Jody Watley, Howard Hewett und LL Cool J |

Weitere Gastbeiträge
- 2004: Waves of Love (Cyber X feat. Jody Watley)
- 2010: Tonight’s the Night (Mark De Clive-Lowe feat. Jody Watley)

### Videoalben
- 1989: Video Classics (US: Gold)[2]
- 1991: Volume One
- 1991: Dance to Fitness